# Sun Java Desktop
Das Java Desktop System (JDS) ist eine nicht mehr aktiv entwickelte Desktop-Umgebung von Sun Microsystems für Solaris. Es basiert auf GNOME 2, wurde aber stark verändert. Mit Solaris 11 wurde die zuvor angebotene Auswahl zwischen CDE und dem Java-Desktop-System durch eine nicht weiter modifizierte GNOME-Oberfläche ersetzt.

## Entwicklung
Die Idee hinter JDS war es, ein System für durchschnittliche Computeranwender zu erstellen. Das Softwarepaket ist ausgerüstet mit E-Mail, Kalender, Office, Web, Instant-Messaging- und Multimedia-Anwendungen. Das Bedienkonzept ist teilweise dem von Microsoft Windows nachempfunden.
JDS ist der Standard-Desktop der Solaris-Express-Community-Edition und Solaris-Express-Developer-Edition. Bei Solaris 10 kann man noch zwischen JDS und dem klassischen CDE wählen.

## Enthaltene Anwendungen
Das Sun-Java-Desktop-System enthält größtenteils freie Software. Folgende Anwendungen sind im Lieferumfang inbegriffen:
- Java
- GNOME-Anwendungen (Evolution, Texteditor, Unterhaltungsmedien, GNOME-Werkzeuge etc.)
- Mozilla Firefox
- StarOffice
- RealPlayer
- Pidgin (ein Instant Messenger)
- bis Solaris 10: Java Media Player (basierend auf dem Java Media Framework) und Mozilla Application Suite